# Maculinea oolitica
Maculinea oolitica är en fjärilsart som beskrevs av Le Chamberlain 1908. Maculinea oolitica ingår i släktet Maculinea och familjen juvelvingar. Inga underarter finns listade i Catalogue of Life.